# 富科库尔奥尔内勒
富科库尔奥尔内勒（法語：Foucaucourt-Hors-Nesle，法語發音：[fukokuʁ ɔʁ nɛl]）是法国上法蘭西大區索姆省的一个市镇，属于阿布维尔区。

## 地理
富科库尔奥尔内勒（49°54'59"N, 1°43'26"E）面积2.94 平方千米，位于法国上法蘭西大區索姆省，该省份为法国北部沿海省份，北起加来海峡省和北部省，西接滨海塞纳省和大西洋英吉利海峡，南至瓦兹省，东临埃纳省。
与富科库尔奥尔内勒接壤的市镇（或旧市镇、城区）包括：维默地区利涅尔、穆夫利耶尔、内勒洛皮塔勒、朗比尔、瑟纳尔蓬、维勒鲁瓦。
富科库尔奥尔内勒的时区为UTC+01:00、UTC+02:00（夏令时）。

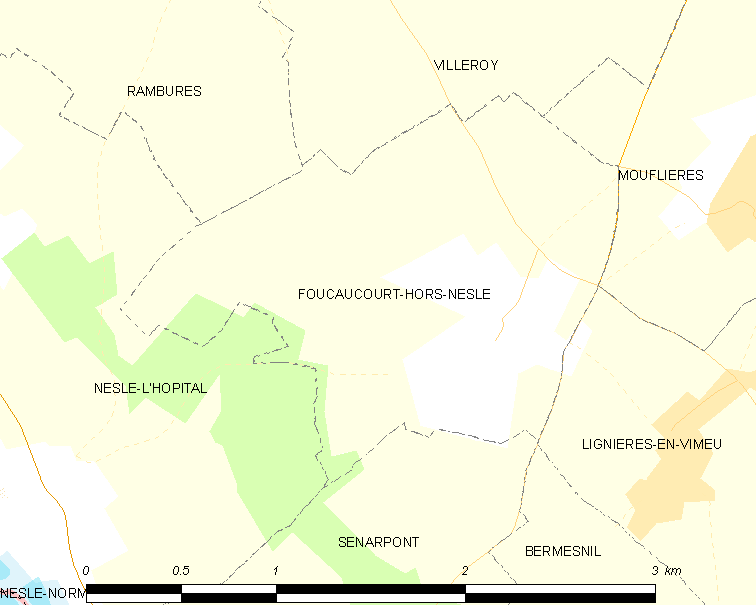
富科库尔奥尔内勒的OSM定位图

## 行政
富科库尔奥尔内勒的邮政编码为80140，INSEE市镇编码为80336。

## 政治
富科库尔奥尔内勒所属的省级选区为皮卡第地区普瓦县。

## 人口

1962-2008年间富科库尔奥尔内勒人口变化图示

富科库尔奥尔内勒于2022年1月1日时的人口数量为79人。